# Polycrasta cinereomarginata
Polycrasta cinereomarginata là một loài bướm đêm trong họ Geometridae.